# Théodore Jungers
Théodore (Theo) Jungers (Foetz, 16 juli 1863 – Parijs, 11 november 1933) was een Luxemburgs (decoratie)schilder, tekenaar, en auteur.

## Leven en werk
Théodore Jungers, Theo voor intimi, werd geboren in een gezin van twaalf kinderen. Hij was een zoon van Jean Jungers en Marie Schimberg en een oudere broer van Alphonse Jungers. Vader Jungers was boswachter, later herbergier. Na zijn overlijden in 1875 verhuisde moeder Jungers met de kinderen naar Parijs en verdiende de kost als vroedvrouw. Jungers werkte er onder meer als decoratieschilder. In 1896 trouwde hij met de dochter van een meubelmaker en werd zelf meubel- en interieurontwerper. Hij nam de zaak van zijn schoonvader over en verdiende zijn fortuin na het openen van een verkoopwinkel aan de Place des Vosges. 
In 1894 nam hij met zijn broer Alphonse deel aan de eerste salon van de Cercle Artistique de Luxembourg (CAL). Tot 1920 was zijn werk geregeld op de jaarlijkse salons te zien. Als tekenaar maakte hij onder meer dierschetsen en portretten van Edmond de Goncourt, Hippolyte Taine en de markies van Sévigné. 
Jungers had een paardenfokkerij in Saint-Aubin-sur-Mer in Normandië. Hij publiceerde twee romans die zich in de omgeving daarvan afspelen. Het tweede werk, L’Histoire du petit Nicolas, is deels autobiografisch. Het verhaal gaat over een boerenzoon die na het overlijden van zijn vader met zijn moeder naar Parijs vertrekt en blijk geeft van een uitgesproken tekentalent.
Théodore Jungers overleed op 70-jarige leeftijd.

## Publicaties
- 1928 Les Rocques du Haut-Mesnil
- 1932 L'Histoire du petit Nicolas